# William Stiles Bennet

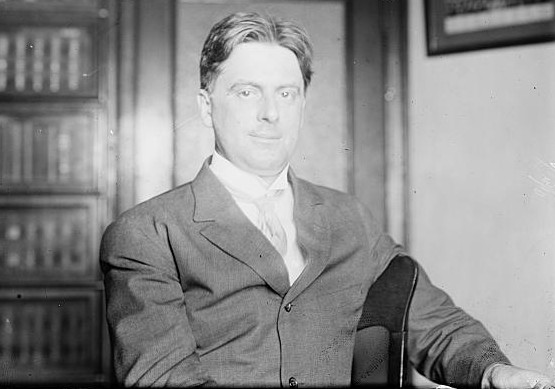
William Stiles Bennet

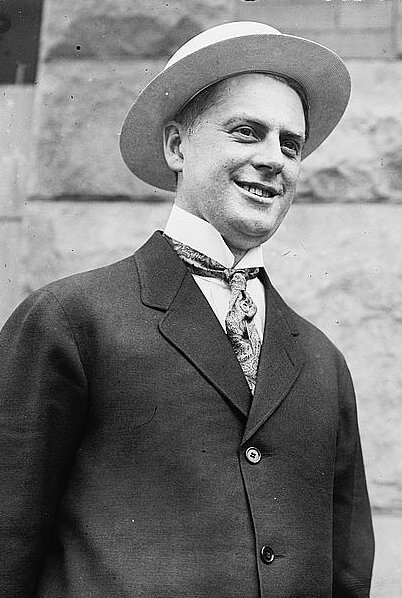
William Stiles Bennet

William Stiles Bennet (* 9. November 1870 in Port Jervis, New York; † 1. Dezember 1962 in Central Valley, New York) war ein US-amerikanischer Jurist und Politiker. Er vertrat zwischen 1905 und 1911 sowie zwischen 1915 und 1917 den Bundesstaat New York im US-Repräsentantenhaus. Der Kongressabgeordnete Augustus W. Bennet war sein Sohn.

## Werdegang
William Stiles Bennet wurde ungefähr fünf Jahre nach dem Ende des Bürgerkrieges in Port Jervis im Orange County geboren und wuchs dort auf. Er besuchte Gemeinschaftsschulen und graduierte 1889 an der Port Jervis Academy. Dann ging er auf die Albany Law School in Albany, wo er 1892 seinen Abschluss machte. Nach dem Erhalt seiner Zulassung als Anwalt begann er in seiner eigenen Kanzlei zu praktizieren. Er war in den Jahren 1892 und 1893 als Official Reporter im Board of Supervisors im Orange County tätig. In den Jahren 1901 und 1902 saß er in der New York State Assembly. Er war 1903 Friedensrichter am Stadtgericht (municipal court) von New York City. 1907 wurde er Mitglied in der United States Immigration Commission – eine Stellung, die er bis 1910 innehatte. Politisch gehörte er der Republikanischen Partei an. Als Delegierter nahm er 1908 und 1916 an den Republican National Conventions teil.
Bei den Kongresswahlen des Jahres 1904 für den 59. Kongress wurde Bennet im 17. Wahlbezirk von New York in das US-Repräsentantenhaus in Washington, D.C. gewählt, wo er am 4. März 1905 die Nachfolge von Francis Emanuel Shober antrat. Er wurde zwei Mal in Folge wiedergewählt. Im 1910 erlitt er bei seiner Wiederwahlkandidatur eine Niederlage und schied nach dem 3. März 1911 aus dem Kongress aus. Er wurde in einer Nachwahl am 2. November 1915 im 23. Wahlbezirk von New York in das US-Repräsentantenhaus gewählt, um dort die Vakanz zu füllen, die durch den Tod von Joseph A. Goulden entstand. Im 1916 erlitt er bei seiner Wiederwahlkandidatur eine Niederlage und schied nach dem 3. März 1917 aus dem Kongress aus.
Als Official Parliamentarian nahm er 1916 an der Republican National Convention in Chicago teil und als US-Delegierter 1923 am Seventeenth International Congress Against Alcoholism in Kopenhagen. Er war Geschäftsführer. Im Jahr 1936 kandidierte er erfolglos für den 75. Kongress. Dann nahm er 1938 als Delegierter an der verfassunggebenden Versammlung von New York teil. Bei seiner Kandidatur in der Nachwahl von 1944 für den 78. Kongress erlitt er eine Niederlage. Er verstarb am 1. Dezember 1962 in Central Valley. Sein Leichnam wurde dann eingeäschert und die Asche auf dem Laurel Grove Cemetery in Port Jervis beigesetzt.